# Somalirußmeise

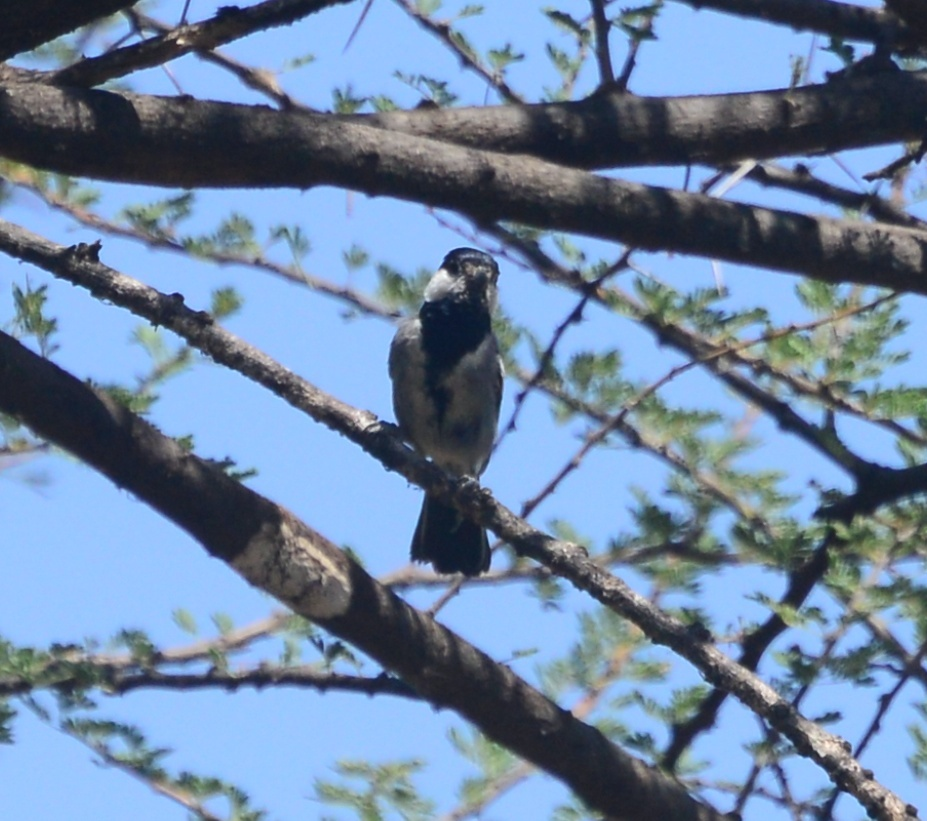
Somalirußmeise

Die Somalirußmeise (Melaniparus thruppi), Syn.: Parus thruppi, ist eine Vogelart aus der Familie der Meisen (Paridae).
Die Art wurde als konspezifisch mit der Akazienrußmeise (Melaniparus cinerascens) und/oder der Kaprußmeise (Melaniparus afer) angesehen.

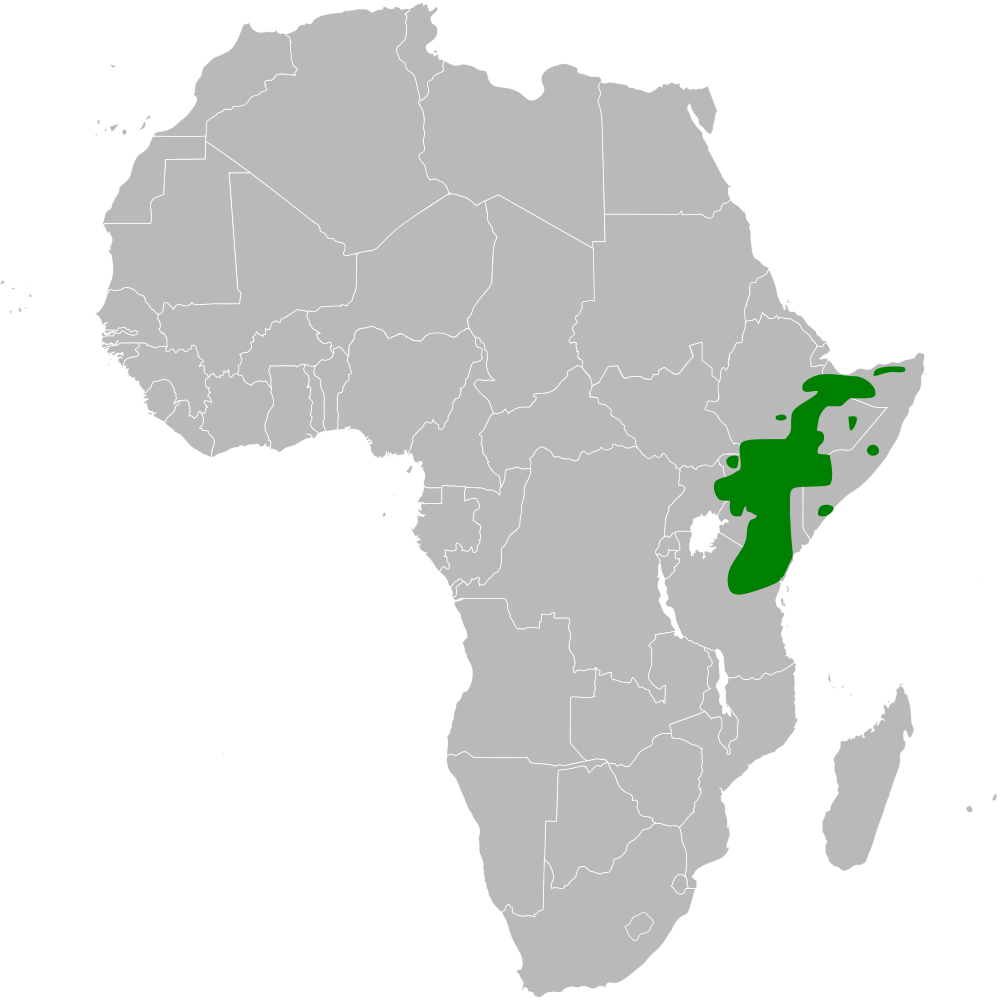
Verbreitungsgebiet der Somalirußmeise

Der Vogel kommt in Ostafrika vor in Äthiopien, Kenia, Somalia, Tansania und Uganda.
Der Lebensraum umfasst hauptsächlich trockene mit Akazien und Commiphora („Myrrhenstrauch“) bestandene Flächen, auch buschiges Grasland und Bäume in Wassernähe bis mindestens 1400, in Äthiopien wohl bis 2000 m Höhe.
Der Artzusatz bezieht sich auf den britischen Chirurgen James Godfrey Thrupp (1848–1913), Forscher im Somaliland von 1884 bis 1885.
Diese Meise ist meist ein Standvogel, lediglich im Nordosten Ugandas umherziehend.

## Merkmale
Die Art ist 11–12 cm groß und wiegt etwa 12 g. Das ist die kleinste der grauen Meisen mit schwarz-weißer Kopfzeichnung. Die obere Kopfhälfte ist schwarz, die Wangen und Ohrdecken sind weiß, eine vertikale schwarze Linie zieht von der Schnabelbasis über die Kehle zur Brust und zum schwarzen Halsband.
Stirn und Zügel sind schwärzlich. Die Oberseite ist grau mit leichten gelbbraunen Anteilen, die längsten Federn der Schwanzdecken tragen schwärzliche Spitzen, der Schwanz ist schwarz mit weißen, nach innen zu schmaler werdenden Spitzen mit Ausnahme der zentralen Steuerfedern. Die Flügeldecken sind tiefschwarz mit breiten weißen Spitzen, die Flugfedern sind schwarz mit schmalen weißen Rändern. Kehle und Kinn sowie die Brust mittig sind schwarz und reichen als zentrale schmale Linie nach hinten, manchmal auch als schwarze Flecken. Die Brust ist seitlich blass gelbbraun bis grau. Die Unterschwanzdecken haben weißliche Ränder. Die Iris ist braun bis rötlich-braun, der Schnabel dunkel schiefergrau oder schwarz, die Beine sind bläulich-grau bis schwarz. Weibchen sind etwas blasser und haben weniger Schwarz von Kinn bis zur Brust. Jungvögel sind an der Stirn blasser, der Scheitel ist bräunlich, die Oberseite bräunlich überhaucht, der dunkelbraune Schwanz hat keine weißen Spitzen, die Flügel sind dunkelbraun, auch Kinn und Kehle sind braun.
Die Art unterscheidet sich von der Miomborußmeise (Melaniparus griseiventris) dadurch, dass die schwarze Kopfzeichnung einen weißen Wangenfleck formt und einrahmt.

## Geografische Variation
Es werden folgende Unterarten anerkannt:
- M. t. thruppi (Shelley, 1885), Nominatform – Äthiopien, Somalia außer Südwesten und Nordkenia
- M. t. barakae ([[Jackson FJ|Frederick John Jackson]], 1899), – Südwestsomalia, Ostuganda, Kenia und Nordosten Tansanias, auf der Oberseite etwas blasser, der Nackenfleck fehlt oder ist klein, die Brust seitlich weißlicher, die Flanken blass grau und etwas gelbbraun überhaucht

## Stimme
Der Ruf des Männchens wird als „chya chya“, sanftes, heiseres „chet“ oder „chut“, oft auch als längere Folge von „chet-chet-chet“ oder „tsi-tsa-char“ und als explosives „tsi-tsi-chay-chay-chay“ beschrieben. Die Lautäußerungen ähneln denen der Weißbauch-Rußmeise (Melaniparus albiventris), sind aber harscher und vibrierender „chrrrrt-chah  chrrrt chah-chah“.

## Lebensweise
Die Nahrung besteht vermutlich aus Insekten, kleinen Wirbellosen, gerne Wespen, Käfer und Larven, die bevorzugt paarweise oder in Gruppen, gerne auch in gemischten Jagdgemeinschaften gesucht werden.
Die Brutzeit wird zwischen Februar und Juni vermutet. Die Art ist standorttreu. Das Nest befindet sich in 2–7 m Höhe in einem Loch in einem abgestorbenen Baum. Das Gelege besteht wohl aus 2 Eiern.

## Gefährdungssituation
Der Bestand gilt als „nicht gefährdet“ (Least Concern).